# Escola Lombarda
A Escola Lombarda, também chamada de Escola Administrativa, surgiu em 1840, com a publicação do livro La contabilità applicata alle amministrazioni private e pubbliche, de Francesco Villa, que era o principal representante desta escola de contabilidade, junto com Antonio Tonzig. 
A base doutrinária da Escola Lombarda estabelecia que as contas fossem abertas a valores e não a relações pessoais, e assumia a escrituração contábil como parte da mecânica de registros dos fatos econômicos. A riqueza aziendal era tida como substância de estudo. A contribuição de Villa para o desenvolvimento científico da contabilidade se destacou em diversas áreas: sobre o estudo dos meios patrimoniais, sobre a renda, sobre o regime de competência, entre outros.
O principal interesse desta escola era o estudo da administração das empresas. Com isto, a Contabilidade deixou de ser apenas escrituração, passando também a controlar a gestão das empresas. Não se limitou mais a cifras, passando a abranger também idéias e operações mais abstratas. 
Outra inovação desta escola foi a avaliação de ativos permanentes por preços correntes.